# 민주당 (2014년 대한민국)
민주당(民主黨)은 대한민국의 자유주의 정당이다. 2014년 3월 26일 새정치민주연합의 창당으로 사라지게 된 민주당을 계승한다는 의미로 2014년 9월 21일에 창당되었으며, 창당 당시 당원 규모는 약 7천 여 명으로 알려져 있다.
이 정당은 대한민국 민주당의 60년 역사를 계승하였다고 주장했다. 또한 더불어민주당은 짝퉁일 뿐, 진정한 민주당을 자신들이 계승하였다고 주장했다. "60주년기념사업단"과, "민주시민산악회" 등을 운영했으며, 민주시민산악회 회원들은, 민주당의 로고가 그려져 있는 당기를 들고 정기적으로 산행을 하기도 했다.
2016년 1월 24일에는 박준영이 추진하던 신민당 창당준비위원회가 합류하였다. 그러나 박준영 계열은 얼마 지나지 않아 국민의당으로 옮겼다.
민주당은 새정치민주연합으로의 통합을 반대하는 민주당 당원들이 모여 만들었음을 자처했으며, 열린 정당을 추구했고, 당헌에서 당명의 변경이나, 당명을 변경하는 통합이나 분당이 없어야 할 것을 명시하고 "민주당"의 순수성과 정통성을 유지하여야 함을 명시하고 있기도 했다.
2016년 3월 17일에는 더불어민주당을 탈당한 무소속 신기남(서울 강서갑,4선) 의원이 입당하여 잠시 원내정당이 되었지만 뒤에 치러진 20대 총선에서 신기남 후보가 해당 지역구에서 재선에 실패, 낙선하며 다시 원외정당으로 자리잡게 되었다. 2016년 9월 18일 더불어민주당과 합당을 선언하였고, 2016년 10월 19일 공식적으로 통합했다.

## 관계
민주당은 천정배 의원 등 신당을 추진하는 다른 세력들과 연대 가능성은 열어두었지만, 안철수 의원을 중심으로 한 이른바 안철수 신당 및 탈당파들에 대해서는 새정치민주연합으로의 합당을 반대했던 당원들이 모여 만든 정당이니 만큼, "애매한 양비론, 추상성이 여전하다"며 각을 세우고 비판했다.

## 논란

### 원내정당 새정치민주연합의 당명 변경 논란
새정치민주연합이 더불어민주당으로 당명을 변경한다고 공표하자 민주당은 "더불어민주당"이라는 이름을 분명한 유사 당명 금지 정책 위반이라고 주장하였고, "짝퉁 민주당" 이라고 비난하였으며, 법적 조치와 제재 요청을 할 것이라는 보도자료와 성명을 내보냈다. 그러나 10월 더불어민주당과 전격 합당하면서 해당 논란은 종결되었다.

## 주요 인물
- 강신성 대표

새천년민주당의 발기인으로 참여하는 등 그동안 민주당의 오랜 당원으로 알려졌다.
- 김민석 대표

전 민주당의 최고위원으로 민주당과 관련한 자리에서 사실상 대표·대변인처럼 활동했다. 창당 당시에는 자문위원이었으며 2015년 9월 18일 당내 모임인 '새로운 시작위원회'의 의장이 되었다.
- 김도균 대변인